# Copa Libertadores 1999
Navigation
Édition précédente Édition suivante
La Copa Libertadores 1999 est la 40e édition de la Copa Libertadores. Le club vainqueur de la compétition est désigné champion d'Amérique du Sud 1999 et se qualifie pour la Coupe intercontinentale 1999.
Pour la troisième année consécutive, c'est un club brésilien qui s'impose. Cette saison, c'est la Sociedade Esportiva Palmeiras qui remporte le trophée cette année, après avoir battu en finale les Colombiens du Deportivo Cali, à l'issue de la séance des tirs au but. C'est le tout premier succès pour Palmeiras alors que le Deportivo perd sa seconde finale, après celle de 1976. C'est également la septième défaite en finale pour une équipe colombienne. Cinq joueurs se partagent le titre de meilleur buteur de la compétition avec six réalisations : les Brésiliens Gauchinho et Fernando Baiano, le Colombien Víctor Bonilla, le Vénézuélien Ruberth Morán et l'Uruguayen Rubén Sosa.
Le format de la compétition est le même que celui de la saison précédente. Lors du tour préliminaire, les représentants du Mexique et du Venezuela s'affrontent pour déterminer les deux clubs qualifiés pour la phase de poules. Ils rejoignent alors les dix-huit qualifiés, répartis en cinq poules de quatre équipes, dont les trois premiers poursuivent la compétition. Lors de la phase finale, jouée en matchs aller-retour, le tenant du titre entre en lice et rejoint les quinze qualifiés. La règle des buts marqués à l'extérieur n'est pas prise en compte en cas d'égalité de résultats.

## Clubs engagés
| Huitièmes de finale | Huitièmes de finale | Huitièmes de finale | Huitièmes de finale | Huitièmes de finale | Huitièmes de finale | Huitièmes de finale | Huitièmes de finale | Huitièmes de finale | Huitièmes de finale | Huitièmes de finale | Huitièmes de finale | Huitièmes de finale | Huitièmes de finale | Huitièmes de finale | Huitièmes de finale |
| --- | --- | --- | --- | --- | --- | --- | --- | --- | --- | --- | --- | --- | --- | --- | --- |
| - Club de Regatas Vasco da Gama - Tenant du titre | | | | | | | | | | | | | | | |
| Premier tour | | | | | | | | | | | | | | | |
| - Club Atlético River Plate - Vainqueur du tournoi Ouverture 1997 - Club Atlético Vélez Sarsfield - Vainqueur du tournoi Clôture 1998 - Club Social, Cultural y Deportivo Blooming - Champion de Bolivie 1998 - Club Deportivo Jorge Wilstermann - Vice-champion de Bolivie 1998 - Sport Club Corinthians Paulista - Champion du Brésil 1998 - Sociedade Esportiva Palmeiras - Vainqueur de la Copa do Brasil 1998 - Club Social y Deportivo Colo-Colo - Champion du Chili 1998 - Club Deportivo Universidad Católica - Vainqueur de la Liguilla pré-Libertadores 1998 - Asociación Deportivo Cali - Champion de Colombie 1998 | - Club Atlético River Plate - Vainqueur du tournoi Ouverture 1997 - Club Atlético Vélez Sarsfield - Vainqueur du tournoi Clôture 1998 - Club Social, Cultural y Deportivo Blooming - Champion de Bolivie 1998 - Club Deportivo Jorge Wilstermann - Vice-champion de Bolivie 1998 - Sport Club Corinthians Paulista - Champion du Brésil 1998 - Sociedade Esportiva Palmeiras - Vainqueur de la Copa do Brasil 1998 - Club Social y Deportivo Colo-Colo - Champion du Chili 1998 - Club Deportivo Universidad Católica - Vainqueur de la Liguilla pré-Libertadores 1998 - Asociación Deportivo Cali - Champion de Colombie 1998 | - Club Atlético River Plate - Vainqueur du tournoi Ouverture 1997 - Club Atlético Vélez Sarsfield - Vainqueur du tournoi Clôture 1998 - Club Social, Cultural y Deportivo Blooming - Champion de Bolivie 1998 - Club Deportivo Jorge Wilstermann - Vice-champion de Bolivie 1998 - Sport Club Corinthians Paulista - Champion du Brésil 1998 - Sociedade Esportiva Palmeiras - Vainqueur de la Copa do Brasil 1998 - Club Social y Deportivo Colo-Colo - Champion du Chili 1998 - Club Deportivo Universidad Católica - Vainqueur de la Liguilla pré-Libertadores 1998 - Asociación Deportivo Cali - Champion de Colombie 1998 | - Club Atlético River Plate - Vainqueur du tournoi Ouverture 1997 - Club Atlético Vélez Sarsfield - Vainqueur du tournoi Clôture 1998 - Club Social, Cultural y Deportivo Blooming - Champion de Bolivie 1998 - Club Deportivo Jorge Wilstermann - Vice-champion de Bolivie 1998 - Sport Club Corinthians Paulista - Champion du Brésil 1998 - Sociedade Esportiva Palmeiras - Vainqueur de la Copa do Brasil 1998 - Club Social y Deportivo Colo-Colo - Champion du Chili 1998 - Club Deportivo Universidad Católica - Vainqueur de la Liguilla pré-Libertadores 1998 - Asociación Deportivo Cali - Champion de Colombie 1998 | - Club Atlético River Plate - Vainqueur du tournoi Ouverture 1997 - Club Atlético Vélez Sarsfield - Vainqueur du tournoi Clôture 1998 - Club Social, Cultural y Deportivo Blooming - Champion de Bolivie 1998 - Club Deportivo Jorge Wilstermann - Vice-champion de Bolivie 1998 - Sport Club Corinthians Paulista - Champion du Brésil 1998 - Sociedade Esportiva Palmeiras - Vainqueur de la Copa do Brasil 1998 - Club Social y Deportivo Colo-Colo - Champion du Chili 1998 - Club Deportivo Universidad Católica - Vainqueur de la Liguilla pré-Libertadores 1998 - Asociación Deportivo Cali - Champion de Colombie 1998 | - Club Atlético River Plate - Vainqueur du tournoi Ouverture 1997 - Club Atlético Vélez Sarsfield - Vainqueur du tournoi Clôture 1998 - Club Social, Cultural y Deportivo Blooming - Champion de Bolivie 1998 - Club Deportivo Jorge Wilstermann - Vice-champion de Bolivie 1998 - Sport Club Corinthians Paulista - Champion du Brésil 1998 - Sociedade Esportiva Palmeiras - Vainqueur de la Copa do Brasil 1998 - Club Social y Deportivo Colo-Colo - Champion du Chili 1998 - Club Deportivo Universidad Católica - Vainqueur de la Liguilla pré-Libertadores 1998 - Asociación Deportivo Cali - Champion de Colombie 1998 | - Club Atlético River Plate - Vainqueur du tournoi Ouverture 1997 - Club Atlético Vélez Sarsfield - Vainqueur du tournoi Clôture 1998 - Club Social, Cultural y Deportivo Blooming - Champion de Bolivie 1998 - Club Deportivo Jorge Wilstermann - Vice-champion de Bolivie 1998 - Sport Club Corinthians Paulista - Champion du Brésil 1998 - Sociedade Esportiva Palmeiras - Vainqueur de la Copa do Brasil 1998 - Club Social y Deportivo Colo-Colo - Champion du Chili 1998 - Club Deportivo Universidad Católica - Vainqueur de la Liguilla pré-Libertadores 1998 - Asociación Deportivo Cali - Champion de Colombie 1998 | - Club Atlético River Plate - Vainqueur du tournoi Ouverture 1997 - Club Atlético Vélez Sarsfield - Vainqueur du tournoi Clôture 1998 - Club Social, Cultural y Deportivo Blooming - Champion de Bolivie 1998 - Club Deportivo Jorge Wilstermann - Vice-champion de Bolivie 1998 - Sport Club Corinthians Paulista - Champion du Brésil 1998 - Sociedade Esportiva Palmeiras - Vainqueur de la Copa do Brasil 1998 - Club Social y Deportivo Colo-Colo - Champion du Chili 1998 - Club Deportivo Universidad Católica - Vainqueur de la Liguilla pré-Libertadores 1998 - Asociación Deportivo Cali - Champion de Colombie 1998 | - Corporación Deportiva Once Caldas - Vainqueur du tournoi Ouverture 1998 - Liga Deportiva Universitaria de Quito - Champion d'Équateur 1998 - Club Sport Emelec - Vice-champion d'Équateur 1998 - Club Olimpia - Champion du Paraguay 1998 - Cerro Porteño - Vice-champion du Paraguay 1998 - Club Universitario de Deportes - Champion du Pérou 1998 - Club Sporting Cristal - Vice-champion du Pérou 1998 - Club Nacional de Football - Champion d'Uruguay 1998 - Club Atlético Bella Vista - Vainqueur de la Liguilla pré-Libertadores 1998 | - Corporación Deportiva Once Caldas - Vainqueur du tournoi Ouverture 1998 - Liga Deportiva Universitaria de Quito - Champion d'Équateur 1998 - Club Sport Emelec - Vice-champion d'Équateur 1998 - Club Olimpia - Champion du Paraguay 1998 - Cerro Porteño - Vice-champion du Paraguay 1998 - Club Universitario de Deportes - Champion du Pérou 1998 - Club Sporting Cristal - Vice-champion du Pérou 1998 - Club Nacional de Football - Champion d'Uruguay 1998 - Club Atlético Bella Vista - Vainqueur de la Liguilla pré-Libertadores 1998 | - Corporación Deportiva Once Caldas - Vainqueur du tournoi Ouverture 1998 - Liga Deportiva Universitaria de Quito - Champion d'Équateur 1998 - Club Sport Emelec - Vice-champion d'Équateur 1998 - Club Olimpia - Champion du Paraguay 1998 - Cerro Porteño - Vice-champion du Paraguay 1998 - Club Universitario de Deportes - Champion du Pérou 1998 - Club Sporting Cristal - Vice-champion du Pérou 1998 - Club Nacional de Football - Champion d'Uruguay 1998 - Club Atlético Bella Vista - Vainqueur de la Liguilla pré-Libertadores 1998 | - Corporación Deportiva Once Caldas - Vainqueur du tournoi Ouverture 1998 - Liga Deportiva Universitaria de Quito - Champion d'Équateur 1998 - Club Sport Emelec - Vice-champion d'Équateur 1998 - Club Olimpia - Champion du Paraguay 1998 - Cerro Porteño - Vice-champion du Paraguay 1998 - Club Universitario de Deportes - Champion du Pérou 1998 - Club Sporting Cristal - Vice-champion du Pérou 1998 - Club Nacional de Football - Champion d'Uruguay 1998 - Club Atlético Bella Vista - Vainqueur de la Liguilla pré-Libertadores 1998 | - Corporación Deportiva Once Caldas - Vainqueur du tournoi Ouverture 1998 - Liga Deportiva Universitaria de Quito - Champion d'Équateur 1998 - Club Sport Emelec - Vice-champion d'Équateur 1998 - Club Olimpia - Champion du Paraguay 1998 - Cerro Porteño - Vice-champion du Paraguay 1998 - Club Universitario de Deportes - Champion du Pérou 1998 - Club Sporting Cristal - Vice-champion du Pérou 1998 - Club Nacional de Football - Champion d'Uruguay 1998 - Club Atlético Bella Vista - Vainqueur de la Liguilla pré-Libertadores 1998 | - Corporación Deportiva Once Caldas - Vainqueur du tournoi Ouverture 1998 - Liga Deportiva Universitaria de Quito - Champion d'Équateur 1998 - Club Sport Emelec - Vice-champion d'Équateur 1998 - Club Olimpia - Champion du Paraguay 1998 - Cerro Porteño - Vice-champion du Paraguay 1998 - Club Universitario de Deportes - Champion du Pérou 1998 - Club Sporting Cristal - Vice-champion du Pérou 1998 - Club Nacional de Football - Champion d'Uruguay 1998 - Club Atlético Bella Vista - Vainqueur de la Liguilla pré-Libertadores 1998 | - Corporación Deportiva Once Caldas - Vainqueur du tournoi Ouverture 1998 - Liga Deportiva Universitaria de Quito - Champion d'Équateur 1998 - Club Sport Emelec - Vice-champion d'Équateur 1998 - Club Olimpia - Champion du Paraguay 1998 - Cerro Porteño - Vice-champion du Paraguay 1998 - Club Universitario de Deportes - Champion du Pérou 1998 - Club Sporting Cristal - Vice-champion du Pérou 1998 - Club Nacional de Football - Champion d'Uruguay 1998 - Club Atlético Bella Vista - Vainqueur de la Liguilla pré-Libertadores 1998 | - Corporación Deportiva Once Caldas - Vainqueur du tournoi Ouverture 1998 - Liga Deportiva Universitaria de Quito - Champion d'Équateur 1998 - Club Sport Emelec - Vice-champion d'Équateur 1998 - Club Olimpia - Champion du Paraguay 1998 - Cerro Porteño - Vice-champion du Paraguay 1998 - Club Universitario de Deportes - Champion du Pérou 1998 - Club Sporting Cristal - Vice-champion du Pérou 1998 - Club Nacional de Football - Champion d'Uruguay 1998 - Club Atlético Bella Vista - Vainqueur de la Liguilla pré-Libertadores 1998 |
| Tour préliminaire | | | | | | | | | | | | | | | |
| - Club de Fútbol Monterrey - Vainqueur de la Pre Pre-Libertadores 1998 - Club Necaxa - Vainqueur de la Pre Pre-Libertadores 1998 | - Club de Fútbol Monterrey - Vainqueur de la Pre Pre-Libertadores 1998 - Club Necaxa - Vainqueur de la Pre Pre-Libertadores 1998 | - Club de Fútbol Monterrey - Vainqueur de la Pre Pre-Libertadores 1998 - Club Necaxa - Vainqueur de la Pre Pre-Libertadores 1998 | - Club de Fútbol Monterrey - Vainqueur de la Pre Pre-Libertadores 1998 - Club Necaxa - Vainqueur de la Pre Pre-Libertadores 1998 | - Club de Fútbol Monterrey - Vainqueur de la Pre Pre-Libertadores 1998 - Club Necaxa - Vainqueur de la Pre Pre-Libertadores 1998 | - Club de Fútbol Monterrey - Vainqueur de la Pre Pre-Libertadores 1998 - Club Necaxa - Vainqueur de la Pre Pre-Libertadores 1998 | - Club de Fútbol Monterrey - Vainqueur de la Pre Pre-Libertadores 1998 - Club Necaxa - Vainqueur de la Pre Pre-Libertadores 1998 | - Club de Fútbol Monterrey - Vainqueur de la Pre Pre-Libertadores 1998 - Club Necaxa - Vainqueur de la Pre Pre-Libertadores 1998 | - Universidad de Los Andes Fútbol Club - Prend la place de l'Atlético Zulia - Estudiantes de Mérida - Vice-champion du Venezuela 1997-1998 | - Universidad de Los Andes Fútbol Club - Prend la place de l'Atlético Zulia - Estudiantes de Mérida - Vice-champion du Venezuela 1997-1998 | - Universidad de Los Andes Fútbol Club - Prend la place de l'Atlético Zulia - Estudiantes de Mérida - Vice-champion du Venezuela 1997-1998 | - Universidad de Los Andes Fútbol Club - Prend la place de l'Atlético Zulia - Estudiantes de Mérida - Vice-champion du Venezuela 1997-1998 | - Universidad de Los Andes Fútbol Club - Prend la place de l'Atlético Zulia - Estudiantes de Mérida - Vice-champion du Venezuela 1997-1998 | - Universidad de Los Andes Fútbol Club - Prend la place de l'Atlético Zulia - Estudiantes de Mérida - Vice-champion du Venezuela 1997-1998 | - Universidad de Los Andes Fútbol Club - Prend la place de l'Atlético Zulia - Estudiantes de Mérida - Vice-champion du Venezuela 1997-1998 | - Universidad de Los Andes Fútbol Club - Prend la place de l'Atlético Zulia - Estudiantes de Mérida - Vice-champion du Venezuela 1997-1998 |

## Compétition

### Tour préliminaire
Le tour préliminaire oppose les deux clubs mexicains à leurs homologues vénézuéliens. Les rencontres ont lieu entre le 16 septembre et le 19 novembre 1998.
| Rang | Équipe                   | Pts | J | G | N | P | Bp | Bc | Diff |  | Résultats (▼ dom., ► ext.) | Mon | Est | Nec | ULA |
| ---- | ------------------------ | --- | - | - | - | - | -- | -- | ---- |  | -------------------------- | --- | --- | --- | --- |
| 1    | Club de Fútbol Monterrey | 10  | 6 | 3 | 1 | 2 | 13 | 9  | +4   |  | Club de Fútbol Monterrey   |     | 5-1 | 1-0 | 4-1 |
| 2    | Estudiantes de Mérida    | 10  | 6 | 3 | 1 | 2 | 9  | 9  | 0    |  | Estudiantes de Mérida      | 3-0 |     | 0-0 | 3-2 |
| 3    | Club Necaxa              | 9   | 6 | 2 | 3 | 1 | 5  | 3  | +2   |  | Club Necaxa                | 2-2 | 2-0 |     | 1-0 |
| 4    | Universidad de Los Andes | 4   | 6 | 1 | 1 | 4 | 5  | 11 | -6   |  | Universidad de Los Andes   | 2-1 | 0-2 | 0-0 |     |

### Premier tour
| Rang | Équipe                    | Pts | J | G | N | P | Bp | Bc | Diff |  | Résultats (▼ dom., ► ext.) | Nac | Est | BVi | Mon |
| ---- | ------------------------- | --- | - | - | - | - | -- | -- | ---- |  | -------------------------- | --- | --- | --- | --- |
| 1    | Club Nacional de Football | 12  | 6 | 4 | 0 | 2 | 9  | 8  | +1   |  | Club Nacional de Football  |     | 2-1 | 1-0 | 2-3 |
| 2    | Estudiantes de Mérida     | 9   | 6 | 3 | 0 | 3 | 9  | 14 | -5   |  | Estudiantes de Mérida      | 3-1 |     | 2-1 | 2-1 |
| 3    | Bella Vista               | 7   | 6 | 2 | 1 | 3 | 9  | 6  | +3   |  | Bella Vista                | 0-1 | 5-1 |     | 2-0 |
| 4    | Club de Fútbol Monterrey  | 7   | 6 | 2 | 1 | 3 | 10 | 9  | +1   |  | Club de Fútbol Monterrey   | 1-2 | 4-0 | 1-1 |     |

| Rang | Équipe                        | Pts | J | G | N | P | Bp | Bc | Diff |  | Résultats (▼ dom., ► ext.)    | Vél | DCa | RPl | OCa |
| ---- | ----------------------------- | --- | - | - | - | - | -- | -- | ---- |  | ----------------------------- | --- | --- | --- | --- |
| 1    | Club Atlético Vélez Sarsfield | 9   | 6 | 2 | 3 | 1 | 6  | 3  | +3   |  | Club Atlético Vélez Sarsfield |     | 3-0 | 1-1 | 1-0 |
| 2    | Asociación Deportivo Cali     | 9   | 6 | 3 | 0 | 3 | 4  | 8  | -4   |  | Asociación Deportivo Cali     | 1-0 |     | 1-0 | 1-0 |
| 3    | Club Atlético River Plate     | 8   | 6 | 2 | 2 | 2 | 8  | 8  | 0    |  | Club Atlético River Plate     | 1-1 | 2-1 |     | 3-0 |
| 4    | CD Once Caldas                | 7   | 6 | 2 | 1 | 3 | 7  | 6  | +1   |  | CD Once Caldas                | 0-0 | 3-0 | 4-1 |     |

| Rang | Équipe         | Pts | J | G | N | P | Bp | Bc | Diff |  | Résultats (▼ dom., ► ext.) | Cor | Pal | CPo | Oli |
| ---- | -------------- | --- | - | - | - | - | -- | -- | ---- |  | -------------------------- | --- | --- | --- | --- |
| 1    | SC Corinthians | 12  | 6 | 4 | 0 | 2 | 16 | 8  | +8   |  | SC Corinthians             |     | 2-1 | 8-2 | 4-0 |
| 2    | SE Palmeiras   | 10  | 6 | 3 | 1 | 2 | 12 | 10 | +2   |  | SE Palmeiras               | 1-0 |     | 2-1 | 1-1 |
| 3    | Cerro Porteño  | 7   | 6 | 2 | 1 | 3 | 14 | 20 | -6   |  | Cerro Porteño              | 3-0 | 2-5 |     | 4-3 |
| 4    | Club Olimpia   | 5   | 6 | 1 | 2 | 3 | 11 | 15 | -4   |  | Club Olimpia               | 1-2 | 4-2 | 2-2 |     |

| Rang | Équipe                         | Pts | J | G | N | P | Bp | Bc | Diff |  | Résultats (▼ dom., ► ext.)     | UCa | Col | UDe | Cri |
| ---- | ------------------------------ | --- | - | - | - | - | -- | -- | ---- |  | ------------------------------ | --- | --- | --- | --- |
| 1    | CD Universidad Católica        | 11  | 6 | 3 | 2 | 1 | 9  | 5  | +4   |  | CD Universidad Católica        |     | 3-1 | 1-0 | 1-1 |
| 2    | CSD Colo Colo                  | 8   | 6 | 2 | 2 | 2 | 5  | 7  | -2   |  | CSD Colo Colo                  | 1-0 |     | 1-0 | 1-1 |
| 3    | Club Universitario de Deportes | 7   | 6 | 2 | 1 | 3 | 7  | 8  | -1   |  | Club Universitario de Deportes | 1-3 | 2-0 |     | 2-1 |
| 4    | Club Sporting Cristal          | 5   | 6 | 0 | 5 | 1 | 7  | 8  | -1   |  | Club Sporting Cristal          | 2-2 | 1-1 | 1-1 |     |

| Rang | Équipe               | Pts | J | G | N | P | Bp | Bc | Diff |  | Résultats (▼ dom., ► ext.) | LDU | Eme | JWi | Blo |
| ---- | -------------------- | --- | - | - | - | - | -- | -- | ---- |  | -------------------------- | --- | --- | --- | --- |
| 1    | LDU Quito            | 10  | 6 | 3 | 1 | 2 | 10 | 8  | +2   |  | LDU Quito                  |     | 4-1 | 3-1 | 1-0 |
| 2    | Club Sport Emelec    | 9   | 6 | 3 | 0 | 3 | 9  | 12 | -3   |  | Club Sport Emelec          | 2-0 |     | 3-2 | 1-0 |
| 3    | CD Jorge Wilstermann | 8   | 6 | 2 | 2 | 2 | 9  | 9  | 0    |  | CD Jorge Wilstermann       | 1-1 | 4-2 |     | 1-0 |
| 4    | Club Blooming        | 7   | 6 | 2 | 1 | 3 | 5  | 4  | +1   |  | Club Blooming              | 3-1 | 2-0 | 0-0 |     |

### Huitièmes de finale
Le tirage au sort est orienté afin que le tenant du titre, Vasco da Gama, rencontre l'une des deux autres formations brésiliennes encore en lice.
| Équipe 1                       | Résultat      | Équipe 2                  | Aller | Retour |
| ------------------------------ | ------------- | ------------------------- | ----- | ------ |
| Cerro Porteño                  | 6 - 2         | Club Nacional de Football | 5 - 0 | 1 - 2  |
| Club Universitario de Deportes | 2 - 3         | CA Vélez Sársfield        | 1 - 0 | 1 - 3  |
| CD Jorge Wilstermann           | 3 - 6         | SC Corinthians            | 1 - 1 | 2 - 5  |
| Club Atlético Bella Vista      | 5 - 3         | Universidad Católica      | 2 - 2 | 3 - 1  |
| CA River Plate                 | 1 - 1 5-4 tab | LDU Quito                 | 1 - 0 | 0 - 1  |
| Club Sport Emelec              | 2 - 3         | Estudiantes de Mérida     | 1 - 0 | 1 - 3  |
| Asociación Deportivo Cali      | 2 - 1         | CSD Colo Colo             | 2 - 0 | 0 - 1  |
| Palmeiras                      | 5 - 3         | Vasco da GamaT            | 1 - 1 | 4 - 2  |

### Quarts de finale
Le tirage au sort est orienté afin que les clubs issus d'un même pays se rencontrent, pour éviter une finale entre deux formations d'une même fédération.
| Équipe 1                  | Résultat      | Équipe 2                  | Aller | Retour |
| ------------------------- | ------------- | ------------------------- | ----- | ------ |
| CA River Plate            | 2 - 1         | CA Vélez Sarsfield        | 2 - 0 | 0 - 1  |
| Estudiantes de Mérida     | 3 - 4         | Cerro Porteño             | 3 - 0 | 0 - 4  |
| SE Palmeiras              | 2 - 2 4-2 tab | SC Corinthians            | 2 - 0 | 0 - 2  |
| Asociación Deportivo Cali | 3 - 2         | Club Atlético Bella Vista | 2 - 1 | 1 - 1  |

### Demi-finales
| Équipe 1                  | Résultat | Équipe 2      | Aller | Retour |
| ------------------------- | -------- | ------------- | ----- | ------ |
| Asociación Deportivo Cali | 6 - 3    | Cerro Porteño | 4 - 0 | 2 - 3  |
| CA River Plate            | 1 - 3    | SE Palmeiras  | 1 - 0 | 0 - 3  |

### Finale
| 2 juin 1999 | Asociación Deportivo Cali | 1 - 0 | Sociedade Esportiva Palmeiras | Stade olympique Pascual-Guerrero, Cali                |                                                       |
|             | Bonilla 42e               |       |                               | Spectateurs : 37 000 Arbitrage : Mario Sánchez Yantén | Spectateurs : 37 000 Arbitrage : Mario Sánchez Yantén |

| 16 juin 1999                                            | Sociedade Esportiva Palmeiras | 2 - 1                                       | Asociación Deportivo Cali | Stade Palestra Itália, São Paulo               |                                                |
|                                                         | Evair 65e (pen.) · Oséas 76e  |                                             | 70e (pen.) Zapata         | Spectateurs : 32 000 Arbitrage : Ubaldo Aquino | Spectateurs : 32 000 Arbitrage : Ubaldo Aquino |
| Zinho · Júnior Baiano · Roque Júnior · Rogério · Euller | Tirs au but 4-3               | Dudamel · Gaviria · Yepes · Bedoya · Zapata |                           | Spectateurs : 32 000 Arbitrage : Ubaldo Aquino | Spectateurs : 32 000 Arbitrage : Ubaldo Aquino |

| Vainqueur de la Copa Libertadores 1999      |
| ------------------------------------------- |
| Sociedade Esportiva Palmeiras Premier titre |